# 41. ročník udílení cen Saturn
41. ročník udílení cen Saturn se konalo 25. června 2015 v Burbanku v Kalifornii. Na ceremoniálu se udělovaly ceny pro nejlepší filmová a televizní díla a videozáznamy ze žánrů science fiction, fantasy a horor. Nominace byly zveřejněné 3. března 2015.
Film Captain America: Občanská válka se stal filmem s nejvíce nominací, s 11 nominacemi. Film Interstellar získal deset nominací a film Strážci z Galaxie nominací devět. V seriálech vedl seriál Hannibal a Živí mrtví se sedmi nominacemi.

## Vítězové a nominovaní

### Film
| Nejlepší sci-fi film | Nejlepší fantasy film | Nejlepší hororový film |
| --- | --- | --- |
| - Interstellar - Úsvit planety opic - Na hraně zítřka - Godzilla - Hunger Games: Síla vzdoru 1. část - The Zero Theorem | - Hobit: Bitva pěti armád - Birdman - Grandhotel Budapešť - Čarovný les - Zloba – Královna černé magie - Paddington | - Drákula: Neznámá legenda - Annabelle - Babadook - Rohy - Přežijí jen milenci - Očista: Anarchie |
| Nejlepší thrillerový film | Nejlepší akční/dobrodružný film | Nejlepší mezinárodní film |
| - Zmizelá - Americký sniper - Equalizer - The Guest - Kód Enigmy - Slídil | - Nezlomný - EXODUS: Bohové a králové - Skrytá vada - Lucy - Noe - Ledová archa | - Teorie všeho - Ptáci a lidé - Kalvárie - Vyšší moc - Pěna dní - Koleje osudu |
| Nejlepší film inspirovaný komiksem | Nejlepší animovaný film | Nejlepší režie |
| - Strážci z Galaxie - Amazing Spider-Man 2 - Captain America: Občanská válka - X-Men: Budoucí minulost | - LEGO příběh - Velká šestka - Škatuláci - Jak vycvičit draka 2 - Zvedá se vítr | - James Gunn – Strážci z Galaxie - Alejandro G. Iñárritu – Birdman - Doug Liman – Na hraně zítřka - Christopher Nolan – Interstellar - Matt Reeves – Úsvit planety opic - Joe Russo a Anthony Russo – Captain America: Občanská válka - Bryan Singer – X-Men: Budoucí minulost |
| Nejlepší scénář | Nejlepší filmový herec | Nejlepší filmová herečka |
| - Christopher Nolan a Jonathan Nolan – Interstellar - Christopher Markus a Stephen McFeely – Captain America: Občanská válka - Christopher McQuarrie, Jez Butterworthand a John-Henry Butterworth – Na hraně zítřka - Wes Anderson – Grandhotel Budapešť - James Gunn a Nicole Perlman – Strážci z Galaxie - Fran Walsh, Philippa Boyens, Peter Jackson a Guillermo del Toro – Hobit: Bitva pěti armád - Damien Chazelle – Whiplash | - Chris Pratt – Strážci z Galaxie - Tom Cruise – Na hraně zítřka - Chris Evans – Captain America: Občanská válka - Jake Gyllenhaal – Slídil - Michael Keaton – Birdman - Matthew McConaughey – Interstellar - Dan Stevens – The Guest | - Rosamund Pike – Zmizelá - Emily Bluntová – Na hraně zítřka - Essie Davis – Babadook - Anne Hathawayová – Interstellar - Angelina Jolie – Zloba – Královna černé magie - Jennifer Lawrenceová – Hunger Games: Síla vzdoru 1. část |
| Nejlepší filmový herec ve vedlejší roli | Nejlepší filmová herečka ve vedlejší roli | Nejlepší mladý herec ve filmu |
| - Richard Armitage – Hobit: Bitva pěti armád - Josh Brolin – Kód Enigmy - Samuel L. Jackson – Captain America: Občanská válka - Anthony Mackie – Captain America: Občanská válka - Andy Serkis – Úsvit planety opic - J. K. Simmons – Whiplash | - Rene Russo – Slídil - Jessica Chastainová – Interstellar - Scarlett Johansson – Captain America: Občanská válka - Evangeline Lilly – Hobit: Bitva pěti armád - Emma Stoneová – Birdman - Meryl Streep – Čarovný les | - Mackenzie Foy – Interstellar - Elle Fanning – Zloba – Královna černé magie - Chloë Grace Moretz – Equalizer - Tony Revolori – Grandhotel Budapešť - Kodi Smit-McPhee – Úsvit planety opic - Noah Wiseman – Babadook |
| Nejlepší hudba | Nejlepší střih | Nejlepší výprava |
| - Hans Zimmer – Interstellar - Henry Jackman – Captain America: Občanská válka - Michael Giacchino – Úsvit planety opic - Alexandre Desplat – Godzilla - Howard Shore – Hobit: Bitva pěti armád - John Powell – Jak vycvičit draka 2 | - James Herbert a Laura Jennings – Na hraně zítřka - Jeffrey Ford a Matthew Schmidt – Captain America: Občanská válka - Fred Raskin, Craig Wood a Hughes Winborne – Strážci z Galaxie - Lee Smith – Interstellar - Tim Squyres, William Goldenberg – Nezlomný - John Ottman – X-Men: Budoucí minulost                                                       | - Nathan Crowley – Interstellar - Peter Wenham – Captain America: Občanská válka - James Chinlund – Úsvit planety opic - Adam Stockhausen – Grandhotel Budapešť - Charles Wood – Strážci z Galaxie - Dennis Gassner – Čarovný les |
| Nejlepší kostýmy | Nejlepší masky | Nejlepší speciální efekty |
| - Ngila Dickson – Drákula: Neznámá legenda - Janty Yates – EXODUS: Bohové a králové - Alexandra Byrne – Strážci z Galaxie - Colleen Atwood – Čarovný les - Anna B. Sheppard – Maleficent - Louise Mingenbach – X-Men: Budoucí minulost | - David White and Elizabeth Yianni-Georgiou – Strážci z Galaxie - Bill Terezakis a Lisa Love – Úsvit planety opic - Mark Coulier a Daniel Phillips – Drákula: Neznámá legenda - Peter King, Rick Findlater a Gino Acevedo – Hobit: Bitva pěti armád - Peter King a Matthew Smith – Čarovný les - Adrien Morot a Norma Hill-Patton – X-Men: Budoucí minulost | - Paul Franklin, Andrew Lockley, Ian Hunter a Scott Fisher – Interstellar - Dan DeLeeuw, Russell Earl, Bryan Grill a Dan Sudick – Captain America: Občanská válka - Joe Letteri, Dan Lemmon, Daniel Barrett a Erik Winquist – Úsvit planety opic - Gary Brozenich, Nick Davis, Jonathan Fawkner a Matthew Rouleau – Na hraně zítřka - Stephane Ceretti, Nicolas Aithadi, Jonathan Fawkner a Paul Corbould – Strážci z Galaxie - Joe Letteri, Eric Saindon, David Clayton a R. Christopher White – Hobit: Bitva pěti armád |
| Nejlepší nezávislý film | | |
| - Whiplash - Grand Piano - Výchozí bod - A Most Violent Year - The One I Love - Smrt v labyrintu | | |

### Televize
| Nejlepší seriál | Nejlepší kabelový seriál | Nejlepší limitovaný seriál |
| --- | --- | --- |
| Hannibal - Černá listina - Stoupenci zla - Grimm - Lovci zločinců - Ospalá díra | - Živí mrtví - 12 opic - American Horror Story: Freak Show - Continuum - Falling Skies - Salem - Agresivní virus                                                                                  | - Hra o trůny - Batesův motel - Od soumraku do úsvitu - Poslední loď - Knihovníci - Cizinka |
| Nejlepší superhrdinský seriál | Nejlepší seriál orientovaný na mladé publikum | Nejlepší televizní herec |
| - The Flash - Agent Carter - Agenti S.H.I.E.L.D. - Arrow - Constantine - Gotham | - The 100 - Pán času - Prolhané krásky - Lovci duchů - Vlčí mládě - Upíří deníky | - Hugh Dancy – Hannibal (remíza) - Andrew Lincoln jako Rick Grimes – Živí mrtví (remíza) - Grant Gustin – The Flash - Tobias Menzies – Cizinka - Mads Mikkelsen – Hannibal - Noah Wyle – Falling Skies |
| Nejlepší televizní herečka | Nejlepší televizní herec ve vedlejší roli | Nejlepší televizní herečka ve vedlejší roli |
| - Caitriona Balfe – Cizinka - Rachel Nichols – Continuum - Hayley Atwell – Agent Carter - Vera Farmiga – Batesův motel - Jessica Lange – American Horror Story: Freak Show - Rebecca Romijn – Knihovníci         | - Laurence Fishburne – Hannibal - David Bradley – Agresivní virus - Sam Heughan – Cizinka - Erik Knudsen – Continuum - Norman Reedus – Živí mrtví - Richard Sammel – Agresivní virus              | Melissa McBride – Živí mrtví - Emilia Clarkeová – Hra o trůny - Jenna Coleman – Pán času - Caroline Dhavernas – Hannibal - Lexa Doig – Continuum - Emily Kinney – Živí mrtví                           |
| Nejlepší host v televizním seriálu | Nejlepší mladý herec v televizním seriálu | Nejlepší mladý herec v televizním seriálu |
| - Wentworth Miller – The Flash - Dominic Cooper – Agent Carter - Neil Patrick Harris – American Horror Story: Freak Show - John Larroquette – Knihovníci - Michael Pitt – Hannibal - Andrew J. West – Živí mrtví | - Maisie Williamsová – Hra o trůny - Camren Bicondova – Gotham - Maxim Knight – Falling Skies - Tyler Posey – Vlčí mládě - Chandler Riggs – Živí mrtví - Holly Taylor – Takoví normální Američané | - Maisie Williamsová – Hra o trůny - Camren Bicondova – Gotham - Maxim Knight – Falling Skies - Tyler Posey – Vlčí mládě - Chandler Riggs – Živí mrtví - Holly Taylor – Takoví normální Američané      |

### Domácí zábava
| Nejlepší DVD nebo Blu-ray vydání | Nejlepší DVD nebo Blu-ray vydání - speciální edice | Nejlepší DVD nebo Blu-ray vydání - televizní seriál |
| --- | --- | --- |
| - Neobyčejný Odd Thomas - Pod povrchem - Blue Ruin - Ragnarok - White Bird in a Blizzard - Wolf Creek 2 | - Plod noci: režisérská verze - Alexander Veliký - Hobit: Šmakova dračí poušť: prodloužená verze - Tenkrát v Americe: prodloužená režisérská verze - Mzda strachu - Texaský masakr motorovou pilou: sběratelská edice ke 40. výročí | - Twin Peaks: The Entire Mystery (Městečko Twin Peaks 1. a 2. řada a film Twin Peaks) - Batman (celý televizní seriál) - Hannibal (2. řada) - Merlin (celý televizní seriál) - Spartakus (celý televizní seriál) - Star Trek: Nová generace (7. řada) - Wizards and Warriors (celý televizní seriál) |
| Nejlepší DVD nebo Blu-ray vydání - kolekce | | |
| - Halloween: celá kolekce (Halloween, Halloween 2, Halloween 3, Halloween 4: Návrat Michaela Myerse, Halloween 5, Halloween: Prokletí Michaela Myerse, Halloween: H20, Halloween: Zmrtvýchvstání, Halloween a Halloween II) - Steven Spielbergova režisérská kolekce (Duel, Sugarlandský expres, Čelisti, 1941, E.T. – Mimozemsťan, Navždy, Jurský park, Ztracený svět: Jurský park) - Vymítač ďábla: celá kolekce (Vymítač ďábla, Vymítač ďábla 2: Kacíř, Vymítač ďábla III, Vymítač ďábla: Zrození a Pod nadvládou zla) - Stanley Kubrickova kolekce (Lolita, Dr. Divnoláska aneb Jak jsem se naučil nedělat si starosti a mít rád bombu, 2001: Vesmírná odysea, Mechanický pomeranč, Barry Lyndon, Osvícení, Olověná vesta a Spalující touha) - Příšery Universal Classic : kolekce 30 filmů (Dracula, Frankenstein, Mumie, Neviditelný muž, Frankensteinova nevěsta, Americký vlkodlak v Londýně, Draculova dcera, Frankensteinův syn, The Invisible Man Returns, The Invisible Woman, The Mummy's Hand, Vlkodlak, Frankensteinův duch, The Mummy's Ghost, The Mummy's Tomb, Invisible Agent, Fantom opery, Frankenstein a Vlkodlak, Drákulův syn, Frankesteinův hrad, The Mummy's Curse, The Invisible Man's Revenge, Draculův dům, Vlčí žena v Londýně, Abbott and Costello Meet Frankenstein, Abbott and Costello Meet the Invisible Man, Netvor z Černé laguny, Abbott and Costello Meet the Mummy, Pomsta netvora a Netvoř přichází) | | |